# Exponeringskompensation

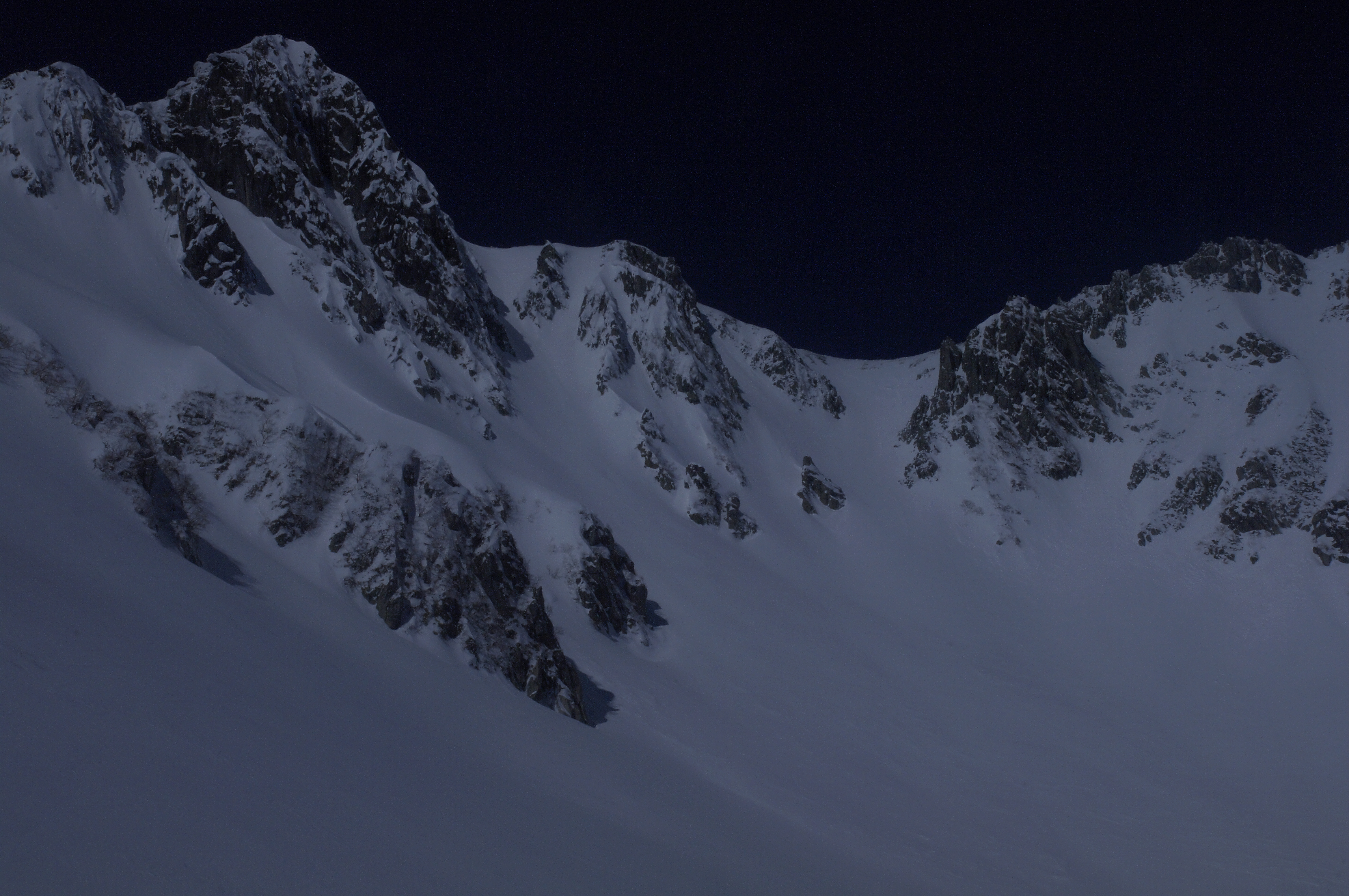
Snöiga berg utan exponeringskompensation.

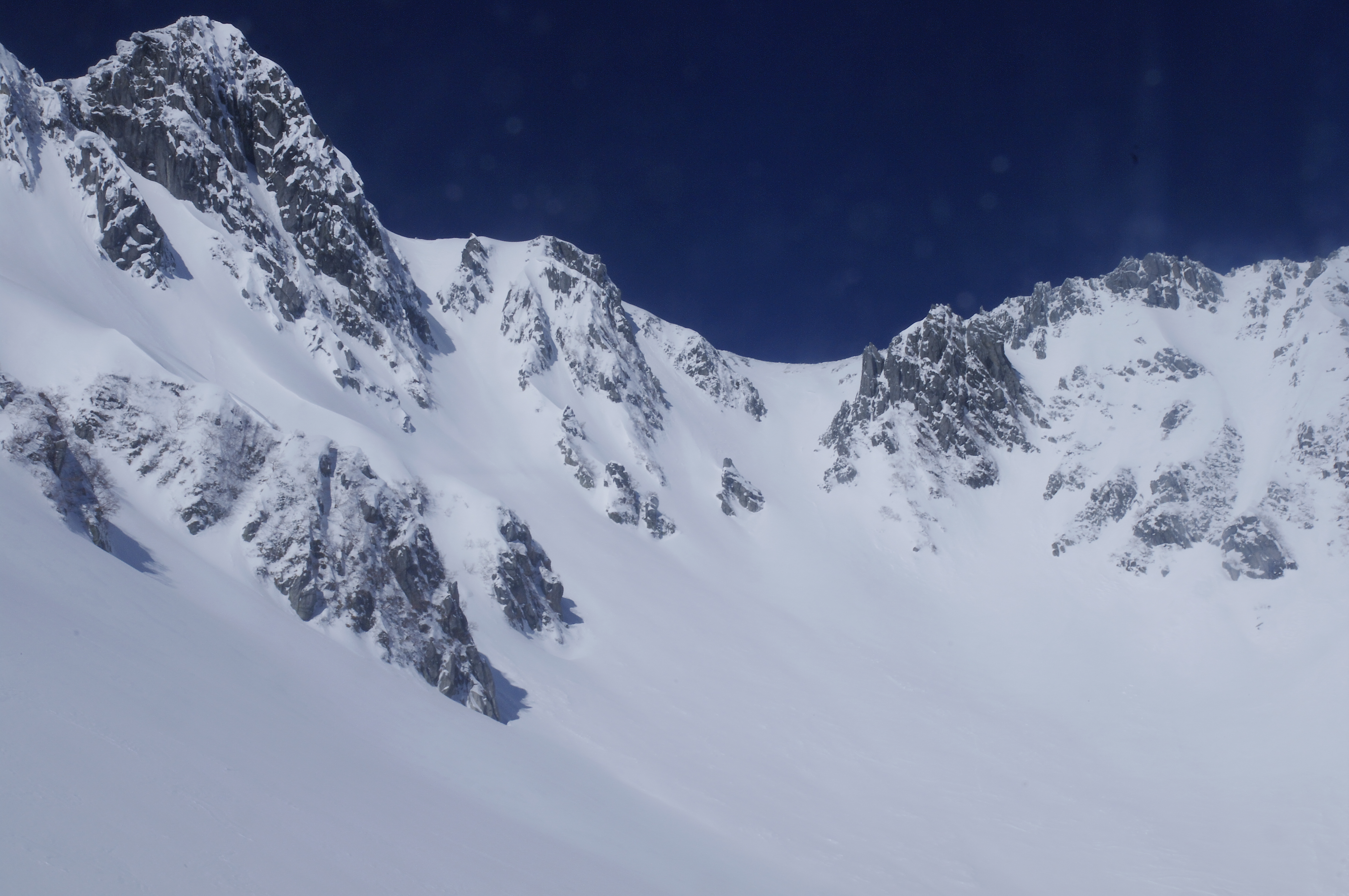
Samma plats med en exponeringskompensation på +2EV.

Exponeringskompensation är en teknik inom fotografi som går ut på att göra bilder ljusare eller mörkare. Funktionen finns på alla digitala systemkameror och vissa mer avancerade kompaktkameror.
När en bild ska tas räknar kamerans exponeringsmätare ut hur intensivt ett motiv är och väljer ett exponeringsvärde utifrån informationen den får. Detta gör att kameran tar bilden med en bländare och/eller slutartid som ger en korrekt exponering, det vill säga en bild som inte är under- eller överexponerad.
Men i vissa ljusförhållanden kan exponeringsmätaren göra en felaktig beräkning av ljuset i bilden och ta en bild som blir under- eller överexponerad. Detta gäller oftast då bakgrunden är väldigt ljus eller mörk. Det gäller också i förhållanden där motivet är i huvudsak svart eller vitt. När bakgrunden är för mörk/för ljus kan kameran välja ett exponeringsvärde som gör att bakgrunden blir korrekt men förgrunden över- eller underexponerad. När motivet är i huvudsak vitt, som vid bilder med mycket snö, eller i huvudsak svart, som vid nattbilder, så kan kameran välja ett exponeringsvärde som gör att hela bilden blir felexponerad då den beräknar till exempel den vita snön som något överexponerat i bilden och gör därmed bilden mörkare (se första bilden till höger). Det är då exponeringskompensation kan användas för att kompensera kamerans förinställda exponeringsvärde (se andra bilden till höger).
Exponeringskompensation mäts i olika steg. Olika kameror kan kompensera olika mycket, bättre kameror har ett omfång på +/- 5 och enklare brukar ha ett omfång på +/- 2. Hur mycket som kompenseras visas i EV, vilket står för exponeringsvärde. EV visar dock i detta sammanhang hur många steg som ändras från kamerans inställda exponeringsvärde. Vid en positiv (+) kompensation blir bilden ljusare och vid en negativ (-) blir den mörkare.
Histogramet för bilden flyttas till höger vid en positiv kompensation och till vänster vid en negativ kompensation.
Exponeringskompensation kan användas för att med avsikt få bilden över- eller underexponerad och därmed skapa en konstnärlig effekt.